# Holstebro Kirke
Holstebro kirke er beliggende på Kirkepladsen i Holstebro og har også navnet Sct. Jørgen Kirke. Den blev opført i 1906-1907 på pladsen, efter at den gamle kirke (fra 1450) var blevet revet ned. Der er dog bibeholdt forskelligt interiør fra den gamle kirke i den nye bl.a. en præstetavle fra reformationen, lysekronerne, altertavlen fra 1510. Døbefonten er fra 1907 og orglet er fra 1957.
Den nuværende kirke er tegnet af arkitekt Vilhelm Ahlmann. Mosaikruderne er tegnet af maler Johannes Kragh og udført af glarmester August Duvier.

## Galleri
- Skibet set mod alteret
- Altertavlen
- Prædikestolen
- Døbefonten

## Eksterne kilder og henvisninger
- Wikimedia Commons har flere filer relateret til Holstebro Kirke
- Holstebro Kirke Arkiveret 31. januar 2011 hos  Wayback Machine hos nordenskirker.dk
- Holstebro Kirke hos KortTilKirken.dk
- Holstebro Kirke hos danmarkskirker.natmus.dk (Danmarks Kirker, Nationalmuseet)